# Валя-Маре (Муреш)
Валя-Маре (рум. Valea Mare) — село у повіті Муреш в Румунії. Входить до складу комуни Банд.
Село розташоване на відстані 281 км на північний захід від Бухареста, 22 км на північний захід від Тиргу-Муреша, 55 км на схід від Клуж-Напоки, 148 км на північний захід від Брашова.

## Населення
За даними перепису населення 2002 року у селі проживали 258 осіб, з них 255 осіб (98,8%) румунів. Рідною мовою 257 осіб (99,6%) назвали румунську.